# Hoflach

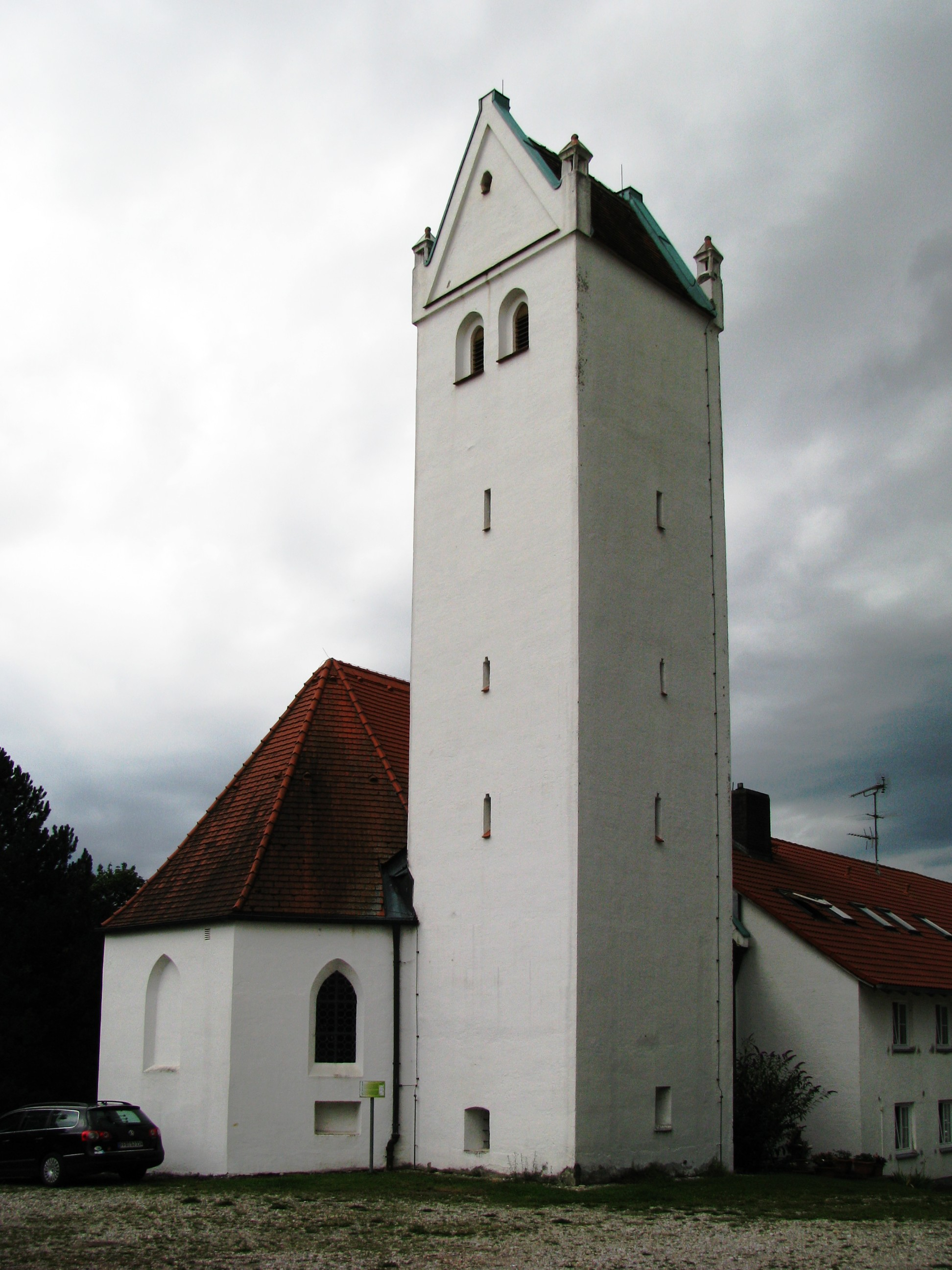
Kirche St. Maria und Georg, 2012

Hoflach ist ein Gemeindeteil von Alling im oberbayerischen Landkreis Fürstenfeldbruck.

## Lage
Der Weiler liegt circa einen Kilometer nördlich von Alling an der Bundesstraße 2. Nördlich steigt das Gelände zum Forstgebiet Allinger Gern auf über 560 m an. Südlich und östlich erstrecken sich ausgedehnte landwirtschaftliche Nutzflächen, die auf 530 m zum Tal des Starzelbaches, einem rechten Zufluss der Amper, hin absteigen. Südlich fließt der Birkenmoosgraben dem Starzelbach zu. 800 m östlich liegt der Eichenauer See.

## Geschichte
Die Gegend war bereits in der Bronzezeit besiedelt, wie einzelne Funde belegen. 600 m westlich befand sich ein etwa 2.000 m² großer Siedlungsplatz. Nur 200 m östlich bestand in der späten Latènezeit eine heute eingeebnete Viereckschanze mit 1,3 Hektar Ausdehnung. Beide sind als Bodendenkmale erfasst.
Die von Herzog Ernst gestiftete Votivkirche St. Maria und Georg wurde 1422 erbaut. Anlass der Stiftung war der Sieg in der Schlacht bei Alling, gelegentlich auch Schlacht in Hoflach genannt, der in der Kirche ein Fresko gewidmet ist.
In späteren Zeiten diente der Ort mit dem Aufkommen des Postwesens wohl als Pferdewechselstation an der Straße. Noch heute gibt es dort Ställe, Koppeln und einen großen eigenen Brunnen.

## Bodendenkmäler
Siehe: Liste der Bodendenkmäler in Alling